# Club Franciscain
Il Club Franciscain è una società calcistica della Martinica con sede nella città di Le François.
Il club ha vinto 15 titoli nazionali e 14 coppe nazionali, vanta 9 partecipazioni alla Coppa di Francia, 2 al Campionato per club CFU (1997, 2000) e 5 ai preliminari della CONCACAF Champions' Cup (1987, 1988, 1993, 1994, 1995).

## Palmarès

### Competizioni nazionali
- Championnat National: 16

1970, 1994, 1995, 1996, 1999, 2000, 2001, 2002, 2003, 2004, 2005, 2006, 2007, 2009, 2013, 2023-2024
- Coppa della Martinica: 14

1969, 1986, 1987, 1990, 1998, 2001, 2002, 2003, 2004, 2005, 2007, 2008, 2009, 2012
- Trophée du Conseil Général: 9

1997, 1999, 2001, 2002, 2003, 2004, 2006, 2007, 2008

### Competizioni internazionali
- Coppa DOM: 4

1994, 1997, 2001, 2003
- Coppa DOM-TOM: 2

1998, 2004
- Coppa dei Club Campioni d'oltremare: 1

2006
- Ligue Antilles: 5

2004, 2005, 2007, 2008, 2010
- CONCACAF Caribbean Club Shield: 1

2018

### Altri piazzamenti
- CONCACAF Caribbean Shield:

Finalista: 2019

## Risultati nella Coppa di Francia
| Anno    | Turno   | Gara                                      | Risultato       | Note        |
| ------- | ------- | ----------------------------------------- | --------------- | ----------- |
| 1982/83 | 7°      | Club Franciscain - Montpellier LPSC       | 2 - 1           | [ 2 ]       |
| 1982/83 | 32esimi | Club Franciscain - Ajaccio                | 1 - 5           | [ 2 ]       |
| 1992/93 | 8°      | Club Franciscain - Bourges                | 2 - 1           | [ 2 ]       |
| 1992/93 | 32esimi | Club Franciscain - Chamois Niort          | 1 - 3           | [ 2 ]       |
| 1994/95 | 7°      | Club Franciscai - ESA Brive               | 2 - 1           | [ 2 ]       |
| 1994/95 | 8°      | AS Red Star 93 - Club Franciscain         | 5 - 0           | [ 2 ]       |
| 1996/97 | 7°      | Club Franciscain - Trélissac FC           | 2 - 2 (4-3 dcr) | [ 2 ]       |
| 1996/97 | 8°      | ASOA Valence - Club Franciscain           | 2 - 0           | [ 2 ]       |
| 1999/00 | 7°      | FC Bourg-Péronnas - Club Franciscain      | 1 - 0           | [ 2 ] [ 3 ] |
| 2000/01 | 7°      | Club Franciscain - Vannes OC              | 0 - 3           | [ 2 ] [ 4 ] |
| 2002/03 | 7°      | Club Franciscain - Olympique Noisy-le-Sec | 2 - 1           | [ 2 ] [ 5 ] |
| 2002/03 | 8°      | Stade de Reims - Club Franciscain         | 3 - 1           | [ 2 ] [ 5 ] |
| 2003/04 | 7°      | Dijon - Club Franciscain                  | 2 - 0           | [ 2 ] [ 6 ] |
| 2005/06 | 7°      | Angers - Club Franciscain                 | 0 - 2           | [ 2 ] [ 7 ] |
| 2005/06 | 8°      | Club Franciscain - Louhans-Cuiseaux       | 2 - 5           | [ 2 ] [ 7 ] |
| 2009/10 | 7°      | Vendée Luçon - Club Franciscain           | 2 - 1           | [ 2 ] [ 8 ] |
| 2014/15 | 32esimi | Nantes - Club Franciscain                 | 4 - 0           |             |
| 2020/21 | 7°      | Club Franciscain - AS Samaritaine         | 2 - 0           |             |
| 2020/21 | 8°      | Bye                                       | Bye             |             |
| 2020/21 | 32esimi | US Sinnamary - Club Franciscain           | 1 - 1 (1-3 dcr) |             |